# مارتن جونسون (سائق سباق)
مارتن جونسون (بالإنجليزية: Martin Johnson)‏ هو سائق سباق بريطاني، ولد في 27 مارس 1963 في Leatherhead ‏ في المملكة المتحدة.